# Markus Prock
Markus Prock (Innsbruck, 22 de junio de 1964) es un deportista austríaco que compitió en luge en la modalidad individual.
Participó en seis Juegos Olímpicos de Invierno, entre los años 1984 y 2002, obteniendo en total tres medallas en la prueba individual, plata en Albertville 1992, plata en Lillehammer 1994 y bronce en Salt Lake City 2002.
Ganó 14 medallas en el Campeonato Mundial de Luge entre los años 1987 y 2001, y 10 medallas en el Campeonato Europeo de Luge entre los años 1988 y 2002.

## Palmarés internacional
| Juegos Olímpicos   | Juegos Olímpicos                | Juegos Olímpicos  | Juegos Olímpicos |
| Año                | Lugar                           | Medalla           | Prueba           |
| ------------------ | ------------------------------- | ----------------- | ---------------- |
| 1992               | Albertville (Francia)           | Medalla de plata  | Individual       |
| 1994               | Lillehammer (Noruega)           | Medalla de plata  | Individual       |
| 2002               | Salt Lake City (Estados Unidos) | Medalla de bronce | Individual       |
| Campeonato Mundial |                                 |                   |                  |
| Año                | Lugar                           | Medalla           | Prueba           |
| 1987               | Igls (Austria)                  | Medalla de oro    | Individual       |
| 1990               | Calgary (Canadá)                | Medalla de plata  | Individual       |
| 1991               | Winterberg (Alemania)           | Medalla de plata  | Equipo           |
| 1991               | Winterberg (Alemania)           | Medalla de bronce | Individual       |
| 1993               | Calgary (Canadá)                | Medalla de plata  | Equipo           |
| 1995               | Lillehammer (Noruega)           | Medalla de bronce | Individual       |
| 1995               | Lillehammer (Noruega)           | Medalla de bronce | Equipo           |
| 1996               | Altenberg (Alemania)            | Medalla de oro    | Individual       |
| 1996               | Altenberg (Alemania)            | Medalla de oro    | Equipo           |
| 1997               | Igls (Austria)                  | Medalla de oro    | Equipo           |
| 1997               | Igls (Austria)                  | Medalla de plata  | Individual       |
| 1999               | Königssee (Alemania)            | Medalla de oro    | Equipo           |
| 2000               | St. Moritz (Suiza)              | Medalla de bronce | Equipo           |
| 2001               | Calgary (Canadá)                | Medalla de bronce | Individual       |
| Campeonato Europeo |                                 |                   |                  |
| Año                | Lugar                           | Medalla           | Prueba           |
| 1988               | Königssee (RFA)                 | Medalla de plata  | Individual       |
| 1990               | Igls (Austria)                  | Medalla de plata  | Individual       |
| 1992               | Winterberg (Alemania)           | Medalla de plata  | Equipo           |
| 1994               | Königssee (Alemania)            | Medalla de oro    | Individual       |
| 1994               | Königssee (Alemania)            | Medalla de bronce | Equipo           |
| 1996               | Sigulda (Letonia)               | Medalla de plata  | Equipo           |
| 1998               | Oberhof (Alemania)              | Medalla de oro    | Individual       |
| 1998               | Oberhof (Alemania)              | Medalla de bronce | Equipo           |
| 2002               | Altenberg (Alemania)            | Medalla de oro    | Individual       |
| 2002               | Altenberg (Alemania)            | Medalla de bronce | Equipo           |